# De pottengenezer van de Melkweg
De pottengenezer van de Melkweg (Engelse titel: Galactic Pot-Healer) is een sciencefictionroman uit 1977 van de Amerikaanse schrijver Philip K. Dick.

## Synopsis
In een verre toekomst vult Joe Fernwright, een werkloze pottenbakker en hersteller zijn dagen met nietsdoen. Hij krijgt een baan aangeboden door Glimmung, een merkwaardig schepsel. Glimmung heeft zijn hulp nodig om de kathedraal Heldscalla op Plowman's Planeet te redden. Het wordt een gevaarlijke onderneming want deze kathedraal bevindt zich op de bodem van de oceaan.